# Arachnura perfissa
Arachnura perfissa là một loài nhện trong họ Araneidae.
Loài này thuộc chi Arachnura. Arachnura perfissa được Tord Tamerlan Teodor Thorell miêu tả năm 1895.